# Georges-Adrien Crapelet
Georges-Adrien Crapelet  (* 15. Juni 1789 in Paris; † 11. Dezember 1842 in Nizza) war ein französischer Verleger und Romanist.

## Leben und Werk
Crapelet war der Sohn des Druckers und Verlegers Charles Crapelet (1762–1809). Er war ab 1811 Drucker und ab 1824 Buchhändler und Verleger. Crapelet war Mitglied der Société de l’histoire de France und Präsident der Société royale des antiquaires de France. Er publizierte die Reihe « Collection des anciens monuments de l’histoire et de la langue françoise » (Paris 1826–1834, Genf 1976) 12 Bde. (davon 8 von ihm selbst herausgegeben). Crapelet war Ritter der Ehrenlegion.

## Werke

### Monographien
- Remarques historiques, philologiques, critiques et littéraires sur quelques locutions, proverbes et dictons populaires inédits du Moyen Age, Paris 1831
- Précis historique et littéraire sur Eustache Deschamps, poète du XIVe siècle, Paris 1832
- Des progrès de l’imprimerie en France et en Italie au XVIe siècle et de son influence sur la littérature, Paris 1836
- Études pratiques et littéraires sur la typographie, Paris 1837
- Robert Estienne, imprimeur royal, et le roi François Ier. Nouvelles recherches sur l’état des lettres et de l’imprimerie au XVIe siècle, Paris 1839

### Herausgebertätigkeit
- Oeuvres choisies de Quinault, précédées d’une nouvelle Notice sur sa vie et ses ouvrages, Paris 1824
- L’histoire du châtelain de Coucy et de la dame de Fayel, Paris 1929, Genf 1976
- Proverbes et dictons populaires, avec les dits du mercier et des marchands, et les crieries de Paris, aux XIIIe et XIVe siècles, Paris 1831, Genf 1976
- Poésies morales et historiques d’Eustache Deschamps, Paris 1832, Genf 1976
- Les demandes faites par le roi Charles VI, touchant son état et le gouvernement de sa personne. Avec les réponses de Pierre Salmon, son secrétaire et familier, Paris 1833, Genf 1976
- Cérémonies des gages de bataille selon les constitutions du bon roi Philippe de France, Paris 1833, Genf 1976
- Partonopeus de Blois, 2 Bde., Paris 1834, Genf 1976
- Le combat de trente Bretons contre trente Anglois, Paris 1835, Genf 1976
- Le pas d’armes de la bergère, maintenu au tournoi de Tarascon, Paris 1835, Genf 1976